# Guacharo

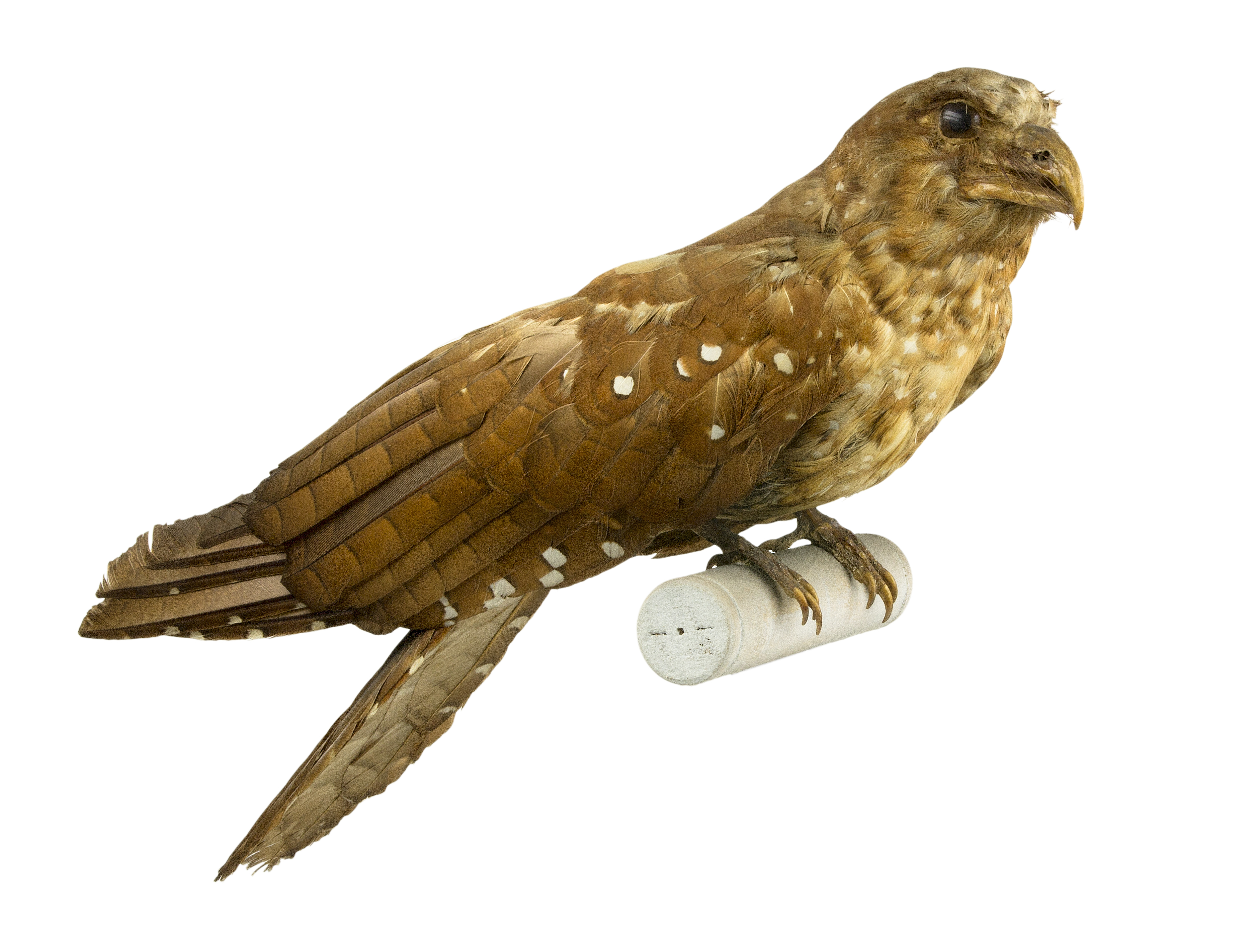
Steatornis caripensis - MHNT

Guacharo (Steatornis caripensis) este o pasăre nocturnă din peșterile Americii de Sud. Ea prezintǎ caracteristicile unor pǎsǎri de pradǎ și un comportament similar cu cel al liliecilor. Ea este rǎspânditǎ în regiunile de nord  și centrale ale Americii de Sud, în Panama, Venezuela, Columbia, de-a lungul Anzilor, în Guyana, Trinidad, Bolivia, Peru și Ecuador. Specia Guacharo face parte din ordinul Caprimulgiformes, familia Steatornithidae și nu este în pericol de dispariție.